# Sainte-Colombe-près-Vernon
Sainte-Colombe-près-Vernon – miejscowość i gmina we Francji, w regionie Normandia, w departamencie Eure.
Według danych na rok 1990 gminę zamieszkiwało 221 osób, a gęstość zaludnienia wynosiła 82 osoby/km² (wśród 1421 gmin Górnej Normandii Sainte-Colombe-près-Vernon plasuje się na 682. miejscu pod względem liczby ludności, natomiast pod względem powierzchni na miejscu 856.).